# Weston Underwood (Derbyshire)
Pour les articles homonymes, voir Weston Underwood.
Weston Underwood est une paroisse civile et un village du Derbyshire, en Angleterre.